# عزلة ربع القحم (الحديدة)

تعديل مصدري - تعديل

عزلة ربع القحم هي إحدى عزل مديرية المنيرة في محافظة الحديدة اليمنية ويبلغ تعداد سكانها 37183 نسمة حسب التعداد السكاني في اليمن لعام 2004.

## روابط خارجية
- الجهاز المركزي للإحصاء بالجمهورية اليمنية
- المركز الوطني للمعلومات باليمن
- World Gazetteer:Yemen
- الدليل الشامل